# Throana
Throana is een geslacht van vlinders van de familie spinneruilen (Erebidae), uit de onderfamilie Calpinae.

## Soorten
- T. amyntoralis Walker, 1858
- T. blechrodes Turner, 1903
- T. callista Prout, 1926
- T. flavizonata Hampson, 1926
- T. ionodes Hampson, 1926
- T. klossi Prout, 1932
- T. lasiocera Hampson, 1926
- T. pectinifer Hampson, 1897
- T. rufipicta Hampson, 1926